# ケンヒー

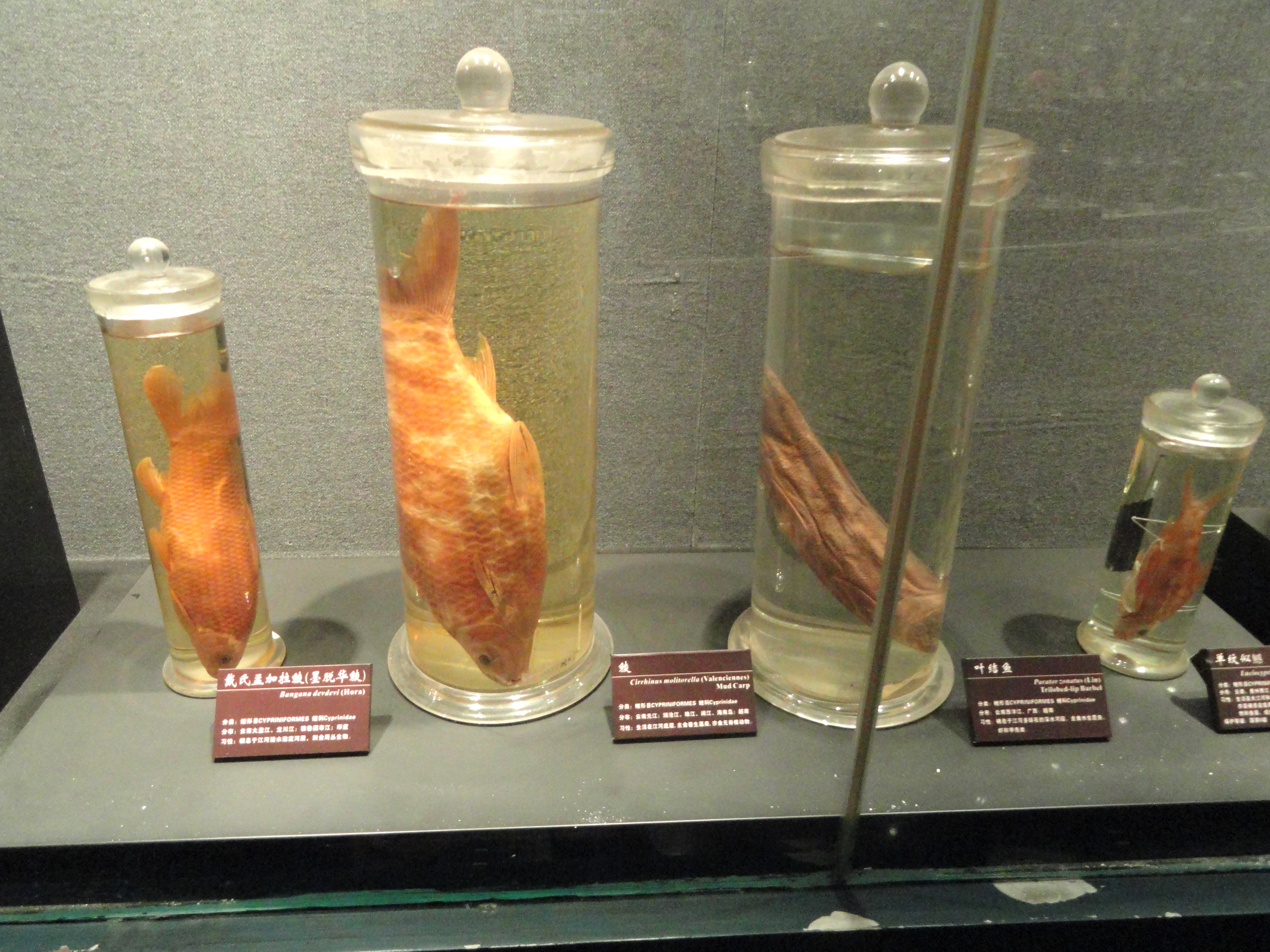
左から二番目がケンヒー

ケンヒー（鯁魚）は、コイ目コイ科ラベオ亜科に分類される魚。中国東南部、ベトナム及び台湾の川や池などに生息する淡水魚である。

## 名称
和名は日本が統治していた時代に台湾で目にしたことから、台湾語での呼び名「鯁魚」（ケンヒー）に拠っている。台湾では「鯁仔」（ケンアー）、「鯪仔」（レンアー）ともいう。中国語の標準名は「鯪魚」（リンユー、língyú）広東語でレンユーであるが、他にも広東省における地方名に「土鯪」（トウレン）、「雪鯪」（シュッレン）、「鯪公」（レンコン）などがある。ベトナム語ではcá trôi việt（カー・チョイヴェト）という。
学名のシノニムには下記などがある。
- Labeo garnieri Sauvage, 1884
- Labeo jordani Oshima, 1919[1]
- Labeo collaris Nichols and Pope, 1927
- Cirrhinus melanostigma Myers, 1931
- Labeo pingi Wu, 1931
- Labeo stigmapleura Fowler, 1937
- Cirrhinus chinensis Bănărescu, 1972

## 生態
ケンヒーは外見がタモロコに似た、比較的細長い身体を持つが、背びれや尾びれはもっと大きい。体長と体高の比率は3.4倍程度である。頭は体長の4.8分の1程度と体に対して小さい。全長は25cm前後で流通しているが、大きいものでは40cmを越えるものもいる。通常、3年で成魚となる。
通常水中の低層にいて、主に水草やプランクトンを餌としている。

## 分布
中国大陸では珠江水系を中心に分布する。他には、閩江水系、海南島、香港、ベトナム北部のソンコイ川水系などに分布する。台湾へは養殖用に広東省の汕頭周辺から幼魚が運ばれるなどして持ち込まれた。

## 利用

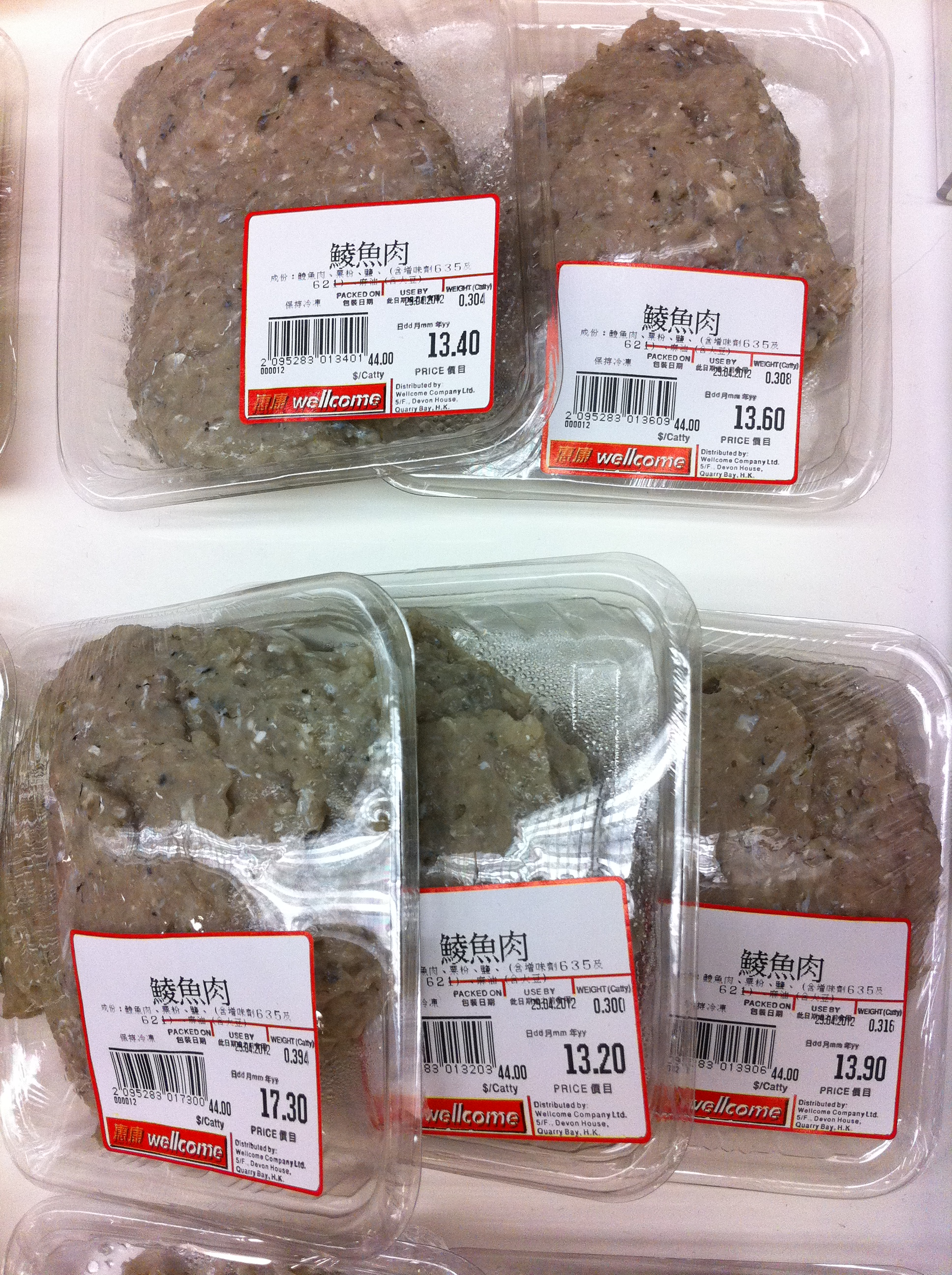
市販のケンヒーのすり身。

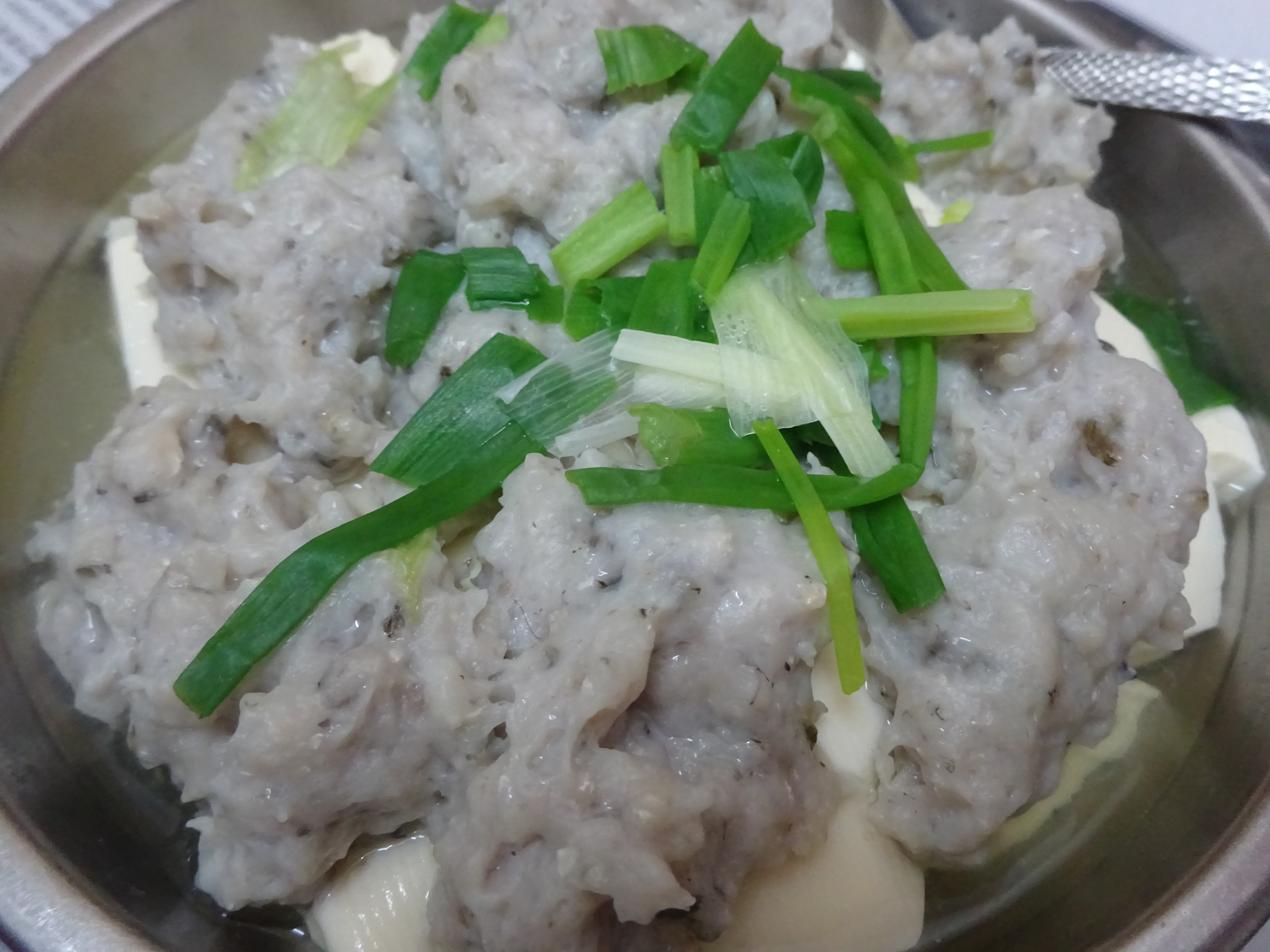
豆腐を混ぜたすり身の蒸し物。

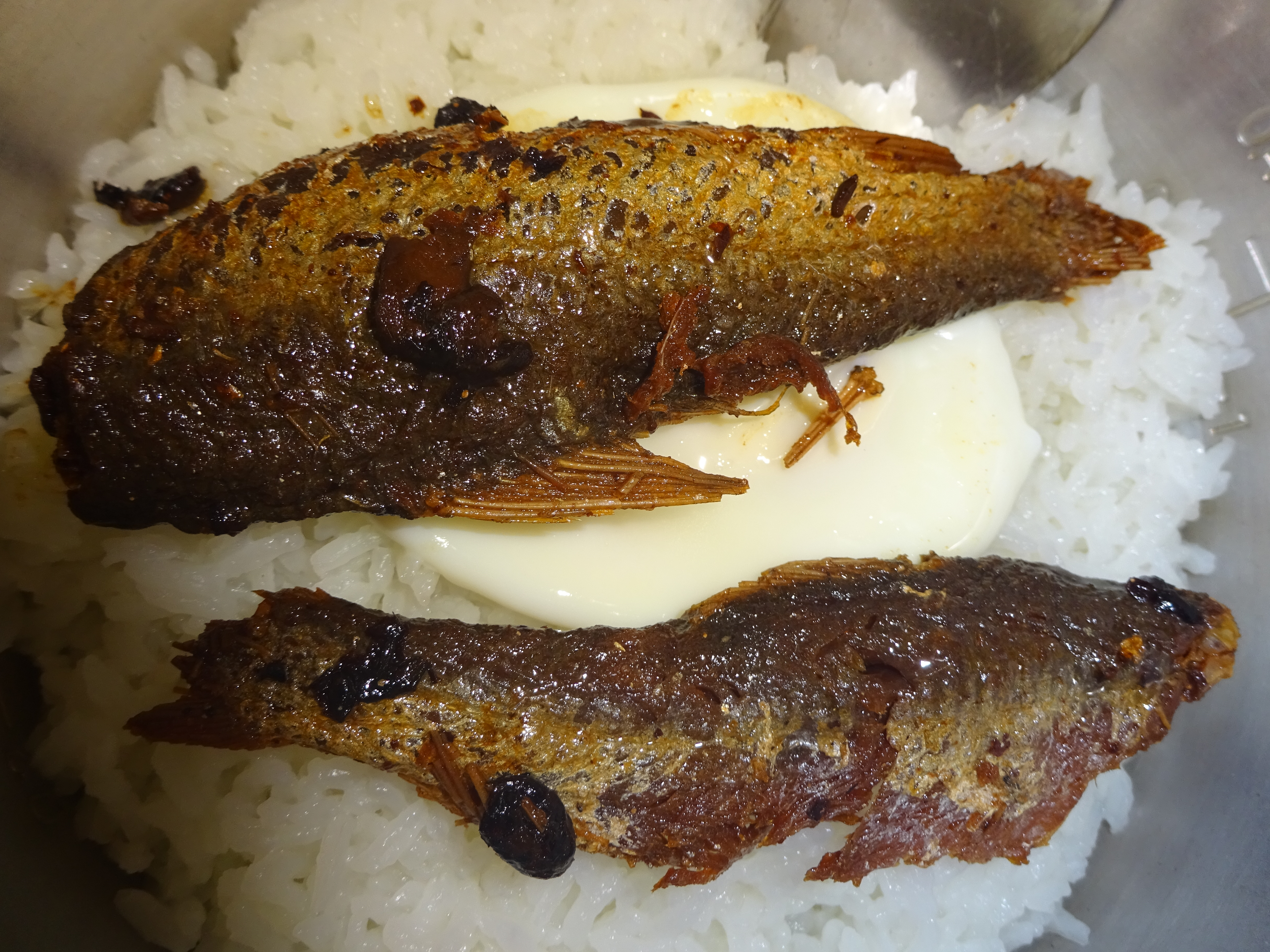
米飯に載せた「豆豉鯪魚」缶詰の中身。

広東省を中心に養殖されており、広東省ではソウギョ、ハクレン、コクレンと合わせて「四大家魚」と呼ばれるほど一般的な食用淡水魚である。漁獲量も多く、珠江下流域における漁獲量の3割ほどを占める。新鮮な魚肉は滑らかで、うま味もあるが、小骨が多いのが難点のため、これを気にしないで食べられるように、すり身にして、「鯪魚球（中国語）」と呼ばれるつみれにすることが多い。つみれにはオオクログワイ、シイタケ、陳皮、コリアンダー、干しエビ、豆腐などを混ぜることもあり、スープや順徳料理の粥鍋の具にもされる。順徳料理の「魚皮角」（ユーペイコッ）もケンヒーのすり身と豚肉などを合わせた餡で作るスープワンタンの一種である。また、すり身をピーマンに詰めて揚げたり、鯪魚の原型を残した皮に詰めて鉄板焼きにする料理「煎釀鯪魚」もある。
大きいケンヒーはネギ、ショウガまたは豆豉と共に蒸し魚にしたり、スープなどに使われる。
広東省で作られる缶詰の定番商品として、豆豉と食用油と共に詰めた「豆豉鯪魚」（トウチリンユー）があり、中国各地や海外にも出荷されていて、日本でも中華食材の専門店で買える。英語で「Fried Dace with Salted Black Beans」などと書かれていて、これからケンヒーをウグイと訳している例があるが、Daceもウグイも別亜科の魚である。そのままご飯のおかずにする他、塩味が強いため、白菜、ロメインレタスなどと炒めて食べたり、トウガンなどと共に蒸したりすることも行われている。

## 近縁種
同属異種に下記がある。
- Cirrhinus cirrhosus Bloch 1795 - 英語名Mrigal carp。バングラデシュなどに分布。